# Aeropuerto Teniente Coronel Luis A. Mantilla
Aeropuerto Teniente Coronel Luis A. Mantilla (IATA: TUA, OACI: SETU) es la terminal aérea que le brinda servicio a la ciudad de Tulcán. Se encuentra fuera del perímetro urbano, al noreste de la ciudad, en la provincia de Carchi, en Ecuador, a una altitud de 2941 m s. n. m. (metros sobre el nivel del mar) y con una temperatura referencial de 20 °C (grados Celsius). Nombrado oficialmente en honor al piloto carchense Luis Mantilla Guerrero, quien fue uno de los pioneros en la aviación militar ecuatoriana. Es un aeropuerto de servicio nacional con categoría segunda de acuerdo con el AIP. Actualmente, opera en horario HJ.
No existen datos exactos sobre el inicio de sus operaciones comerciales; sin embargo, el primer vuelo histórico llegó el 16 de febrero de 1921. La inauguración oficial se realizó el 30 de agosto de 1947 bajo el nombre de «Aeródromo El Rosal».
Desde 2006, cuando TAME cerró la ruta Quito-Tulcán-Cali, los vuelos internacionales comerciales desaparecieron totalmente del aeropuerto de Tulcán, donde únicamente llegaban TAME e Intercontinental de Aviación, con operaciones a Quito y Cali.
En 2009 se argumentó que el cierre total de las operaciones de TAME, quedaba la ruta con Quito, se daba por los altos costos y la baja demanda de pasajeros, quedando el aeropuerto en manos de la Dirección General de Aviación Civil (DGAC). Al año siguiente la aerolínea Saereo anunció que operaría vuelos Quito-Tulcán-Quito con aviones Beechcraft 1900 (19 pasajeros) y más tarde con Embraer EMB120 (30 pasajeros) suspendiendo operaciones en 2013, al no poder competir con los precios subsidiados de la aerolínea estatal TAME. En 2012, TAME Express comenzó a operar Quito-Tulcán-Quito con aviones turbohélice ATR 42, pero en 2015 se volvió a suspender por la baja demanda y los altos costes de operación.
Durante la pandemia de Covid-19, este sitio fue utilizado para instalar un punto de vacunación exprés.
En 2022 la aerolínea ecuatoriana Avioandes y la agencia de viajes Cartavia anunciaron vuelos semanales desde Quito, pero la baja demanda acabó por cerrar la ruta ese mismo año y al año siguiente la empresa se deshizo de su único avión, un De Havilland Canadá Dash 8.

## Destinos
En la actualidad, el aeropuerto no recibe vuelos comerciales regulares.

### Antiguos destinos
| Países   | Destinos              | Aeropuertos                                     | Aerolíneas                   | Fechas de operación |
| -------- | --------------------- | ----------------------------------------------- | ---------------------------- | ------------------- |
| Colombia | Cali, Valle del Cauca | Aeropuerto Internacional Alfonso Bonilla Aragón | TAME                         | 1992-2006           |
| Colombia | Cali, Valle del Cauca | Aeropuerto Internacional Alfonso Bonilla Aragón | Intercontinental de Aviación | 1991-2005           |
| Ecuador  | Quito, Pichincha      | Aeropuerto Internacional Mariscal Sucre         | Avioandes                    | 2022                |
| Ecuador  | Quito, Pichincha      | Aeropuerto Internacional Mariscal Sucre         | SAEREO                       | 2010-2012           |
| Ecuador  | Quito, Pichincha      | Aeropuerto Internacional Mariscal Sucre         | SAETA                        | 1960-2000           |
| Ecuador  | Quito, Pichincha      | Aeropuerto Internacional Mariscal Sucre         | TAME                         | 1992-2009           |
| Ecuador  | Quito, Pichincha      | Aeropuerto Internacional Mariscal Sucre         | TAME Express                 | 2012-2015           |

## Estadísticas
|                 | Pasajeros       | Pasajeros  | Pasajeros                        |
| Internacionales | Internacionales | Nacionales |                                  |
| Entrada         | Salida          | Totales    |                                  |
| --------------- | --------------- | ---------- | -------------------------------- |
| 1998            | 3.027           | 3.573      | No se facilitan datos hasta 2016 |
| 1999            | 4.334           | 4.379      | No se facilitan datos hasta 2016 |
| 2000            | 8.000           | 7.689      | No se facilitan datos hasta 2016 |
| 2001            | 8.706           | 8.053      | No se facilitan datos hasta 2016 |
| 2002            | 7.535           | 7.472      | No se facilitan datos hasta 2016 |
| 2003            | 6.267           | 6.216      | No se facilitan datos hasta 2016 |
| 2004            | 6.267           | 6.522      | No se facilitan datos hasta 2016 |
| 2005            | 6.203           | 6.744      | No se facilitan datos hasta 2016 |
| 2006            | 7.061           | 7.856      | No se facilitan datos hasta 2016 |
| 2007            | 6.750           | 6.848      | No se facilitan datos hasta 2016 |
| 2008            | 3.941           | 4.109      | No se facilitan datos hasta 2016 |
| 2009            | 0               | 0          | No se facilitan datos hasta 2016 |
| 2010            | 0               | 0          | No se facilitan datos hasta 2016 |
| 2011            | 0               | 0          | No se facilitan datos hasta 2016 |
| 2012            | 0               | 0          | No se facilitan datos hasta 2016 |
| 2013            | 0               | 0          | No se facilitan datos hasta 2016 |
| 2014            | 0               | 0          | No se facilitan datos hasta 2016 |
| 2015            | 0               | 0          | No se facilitan datos hasta 2016 |
| 2016            | 0               | 0          | 9                                |
| 2017            | 0               | 0          | 23                               |
| 2018            | 0               | 0          | 18                               |
| 2019            | 0               | 0          | 70                               |
| 2020            | 0               | 0          | 6                                |
| 2021            | 0               | 0          | 18                               |
| 2022            | 0               | 0          | 35                               |
| 2023            | 0               | 0          | 17                               |

## Servicios para pasajeros
- Existen dos salas de arribo: una para pasajeros de servicio nacional y otra de servicio internacional cuando se dan operaciones fronterizas de acuerdo con tratados bilaterales con Colombia, una sala de pre-embarque, una sala de espera que se comparte con los couters de las compañías de aviación, servicios de aduana, migración, control de agro-calidad, servicio médico, servicio de taxis. Además, se encuentran en la ciudad los servicios de bar, hotelería, cambio de moneda, y correos.
- Administración del AD, MON/FRI 08:00 / 16:30.
- Migración bajo requerimiento de las aerolíneas.
- Oficina de notificación MET HJ 06:00-18:00.
- ATS (Servicio de Tránsito Aéreo) HJ 06:00-18:00.
- Servicio de Salvamento y Extinción de Incendios CAT 5.
- Seguridad, HJ 08:00-18:00.
- Hoteles, restaurantes en la ciudad.
- Transporte: taxis desde la ciudad-aeropuerto 06:00/18:00.
- Instalaciones y servicios médicos en la ciudad.
- Cajeros automáticos en la ciudad H24, correos 06:00/18:00.
- Oficinas de turismos y agencias de viajes en la ciudad.

## Características de la terminal de pasajeros
Tiene una extensión aproximada de 2700 m² (metros cuadrados), distribuidos en tres bloques una donde se encuentra la sala de arribo de pasajeros nacionales y cuenta con una banda de entrega de equipaje, el otro bloque está ubicada el servicio médico y una oficina de uso de la DGAC con dos bodegas con acceso a la plataforma, y el último bloque esta la sala principal donde se ubica la sala de pre embarque con todos sus equipos de control de equipaje, sala de arribo de pasajeros internacional, sala de espera de pasajeros con acceso directo a counter de las compañías, existe oficinas para las compañías de aviación , DGAC, migración, aduana, agro calidad y otras para uso de acuerdo a necesidades del aeropuerto.

## Características de la pista
- Código OACI (SETU) de dimensiones de 2400 × 30 m (metros) de asfalto con un PCN 41/F/A/Y/T que aproximadamente es para una aeronave A-320/B-737; no tiene Taxi Way.
- Orientación 06/24.
- Coordenadas y emplazamiento: 004834N 00774230W.
- Elevación: 2941 m s. n. m. (metros sobre el nivel del mar).
- Longitud: 2400 m × 30 m.
- Tipo de pavimento 41/F/A/Y/T.
- Temperatura promedio: 20 °C (grados Celsius).
- Tipos de tránsito: permitido IFR-VFR.
- Servicio de salvamento y extinción de incendios Cat 5.

## Siniestros
- Vuelo 120 de TAME: el 28 de enero de 2002, un Boeing 727-100 con registro HC-BLF de TAME despegó del Aeropuerto Mariscal Sucre con destino Tulcán y posteriormente Cali. Minutos antes de aterrizar en Tulcán, se perdió el contacto con la aeronave. El avión colisionó contra el volcán Cumbal en territorio colombiano, pereciendo todos sus ocupantes a bordo. El error humano fue el causante del accidente, ya que, en la aproximación final, el piloto realizó el último giro a una velocidad mayor a la permitida, chocando contra la montaña.